# كينيث وودز
كينيث وودز (بالإنجليزية: Kenneth Woods)‏ هو موزع أمريكي، ولد في 1950.

## وصلات خارجية
- كينيث وودز على موقع ميوزك برينز (الإنجليزية)
- كينيث وودز على موقع أول ميوزيك (الإنجليزية)
- كينيث وودز على موقع ديسكوغز (الإنجليزية)